# Macronemurus caudatus
Macronemurus caudatus là một loài côn trùng trong họ Myrmeleontidae thuộc bộ Neuroptera. Loài này được Brauer miêu tả năm 1900.